# Säsong 1 av Teenage Mutant Ninja Turtles (1987)
Säsong 1 av Teenage Mutant Ninja Turtles (1987) är seriens första säsong, och började sändas i syndikering i december 1987. Första säsongen utgörs av en femdelad miniserie under namnet Heroes in a Half Shell. Teknodromen är under första säsongen belägen under New Yorks gator.
Under slutet av 1989 sattes dessa fem avsnitt samman till en 50 minuter lång specialvideo vid namn The Epic Begins, utgiven av Family Home Entertainment i USA och Tempo Video/Abbey Home Entertainment i Storbritannien. I Sverige skedde samma sak 1991, då under titeln "Så började det hela".

## Lista över avsnitt
| Nr |  | Titel                                                                | Regissör         | Manus                    | Originalvisning  |  |        |  |
| --- |  | -------------------------------------------------------------------- | ---------------- | ------------------------ | ---------------- |  | ------ |  |
| 1 |  | "Turtle Tracks"                                                      | Yoshikatsu Kasai | David Wise, Patti Howeth | 28 december 1987 |  | S01E01 |  |
| Nyhetsreportern April O'Neil jagas av ett kriminellt gäng genom stadens kloaker, och räddas i sista stund av sköldpaddorna. Splinter berättar sin och sköldpaddornas bakgrund. Noterbart: Första frmaträdandet för sköldpaddorna (Leonardo, Donatello, Raphael & Michelangelo), April O'Neil, Splinter, Shredder, Bebop och Rocksteady, Burne Thompson samt Vernon Fenwick. |  |                                                                      |                  |                          |                  |  |        |  |
| 2 |  | "Enter the Shredder" "Shredder går över gränsen (video, Sun Studio)" | Yoshikatsu Kasai | David Wise, Patti Howeth | 29 december 1987 |  | S01E02 |  |
| Spåren leder sköldpaddorna till Shredders och Krangs gömställe Teknodromen under New York. Förklaringen till sköldpaddornas och Splinters mutation, Krang som kräver en kropp så att han kan leda sin armé från Dimension X och med den krossa Jorden. Samtidigt övertalas Shredders medhjälpare Bebop och Rocksteady att låta sig muteras till noshörning respektive vårtsvin. Titelreferens: Enter the Dragon Notera: Första framträdandet för Krang och Teknodromen. |  |                                                                      |                  |                          |                  |  |        |  |
| 3 |  | "A Thing About Rats" "Cowabunga! (video, Sun Studio)"                | Yoshikatsu Kasai | David Wise, Patti Howeth | 30 december 1987 |  | S01E03 |  |
| Shredders försöker besegra Splinter med hjälp av uppfinnaren Baxter Stockmans råttfångarrobotar ("mousers"), programmerade att effektivt söka upp stadens råttor. Krang är upprörd över att ännu inte ha fått någon kropp av Shredder, och vänder sig därför emot denne när han istället hjälper sköldpaddorna att få stopp på robotar. Notera: Första framträdandet för Baxter Stockman. |  |                                                                      |                  |                          |                  |  |        |  |
| 4 |  | "Hot Rodding Teenagers from Dimension X"                             | Yoshikatsu Kasai | David Wise, Patti Howeth | 31 december 1987 |  | S01E04 |  |
| Sköldpaddorna och April bygger om Baxter Stockmans skåpbil till Sköldpaddsbilen, medan Shredder råkar släppa lös varelser från Dimension X när han öppnar Krangs ännu inte färdiga dimensionsport för att få tag på avancerade vapen. Genom porten kommer tre neutriner, det vill säga vilda tonåringar, farande i flygande billiknande farkoster, och jagandes efter dem kommer Krangs stenkrigare vilka aktiverar Krangs vädermaskin som ger upphov till allvarliga oväder som hotar ödelägga New York. Notera: Första framträdandet för Neutrinera, General Traag, löjtnant Granitor och sköldpaddsbilen. |  |                                                                      |                  |                          |                  |  |        |  |
| 5 |  | "Shredder & Splintered"                                              | Yoshikatsu Kasai | David Wise, Patti Howeth | 1 januari 1988   |  | S01E05 |  |
| Shredder lockar Splinter till Teknodromen för att där få tag på en så kallad "retromutagenpistol", vilket är Splinters enda möjlighet att åter bli människa. I Teknodromen uppfyller Shredder äntligen sitt löfte till Krang genom att konstruera en robotkropp åt denne. Splinter tar sedan upp jakten på Shredder, förstör retromutagenpistolen, för att hindra Shredder att åter förvandla sköldpaddorna till vanliga sköldpaddor. Samtidigt försöker sköldpaddorna hindra Krang att använda dimensionsporten för att hämta sina soldater från Dimension X. Sköldpaddorna lyckas så småningom vända på dimensionsportens kraftriktning vilket leder till att Teknodromen, med Krang, Shredder, Bebop och Rocksteady inuti, sugs in i Dimension X. Notera: Första framträdandet för Krangs robotkropp, samt sköldpaddornas luftskepp. |  |                                                                      |                  |                          |                  |  |        |  |

### Fotnoter
1. ↑  Mark Pellegrini (28 augusti 2012). ”Teenage Mutant Ninja Turtles (1987) Season 1 Review” (på engelska). Adventures in Poor Taste. Arkiverad från originalet den 27 oktober 2015. https://web.archive.org/web/20151027111902/http://www.adventuresinpoortaste.com/2012/08/28/teenage-mutant-ninja-turtles-1987-season-1-review/. Läst 12 december 2015.
2. ↑  ”Teenage mutant ninja turtles. Nr 1, How it all began = Så började det hela / director Yoshikatsu Kasai ; supervising producer Fred Wolf”. Svensk mediedatabas. 10 mars 1991. http://smdb.kb.se/catalog/id/000120141. Läst 12 december 2015.
3. ↑  "Master Splinter" (14 februari 2012). ”1987 Original Fred Wolf Series – Episode 001 (Heroes in a Half Shell Part 1 Turtle Tracks)” (på engelska). Mutant Ooze. http://mutantooze.org/wiki/1987-original-fred-wolf-series-episode-001-heroes-in-a-half-shell-part-1-turtle-tracks/. Läst 12 december 2015.
4. ↑  "Master Splinter" (14 februari 2012). ”1987 Original Fred Wolf Series – Episode 002 (Heroes in a Half Shell Part 2 Enter the Shredder)” (på engelska). Mutant Ooze. http://mutantooze.org/wiki/1987-original-fred-wolf-series-episode-002-enter-the-shredder/. Läst 12 december 2015.
5. ↑  "Master Splinter" (14 februari 2012). ”1987 Original Fred Wolf Series – Episode 003 (Heroes in a Half Shell Part 3 A Thing About Rats)” (på engelska). Mutant Ooze. http://mutantooze.org/wiki/1987-original-fred-wolf-series-episode-003-a-thing-about-rats/. Läst 12 december 2015.
6. ↑  "Master Splinter" (14 februari 2012). ”1987 Original Fred Wolf Series – Episode 004 (Heroes in a Half Shell Part 4 Hot Rodding Teenagers from Dimension X)” (på engelska). Mutant Ooze. http://mutantooze.org/wiki/1987-original-fred-wolf-series-episode-004-heroes-in-a-half-shell-part-4-hot-rodding-teenagers-from-dimension-x/. Läst 12 december 2015.
7. ↑  "Master Splinter" (14 februari 2012). ”1987 Original Fred Wolf Series – Episode 005 (Heroes in a Half Shell Part 5 Shredder & Splintered)” (på engelska). Mutant Ooze. http://mutantooze.org/wiki/1988-original-fred-wolf-series-episode-005-heroes-in-a-half-shell-part-5-shredder-splintered/. Läst 12 december 2015.